# Coalgate (Nouvelle-Zélande)
Pour les articles homonymes, voir Coalgate.
Coalgate est une localité du district de Selwyn située dans la région de Canterbury de l’île du Sud de la  Nouvelle-Zélande .

## Situation
Elle est localisée grossièrement à une heure à l’ouest de Christchurch sur le trajet de la route State Highway 77/S H 77 (en).

## Toponymie
Le nom de la ville vient de ce qu’elle est la porte d’entrée ("gateway")  du champ de lignite et de charbon, situé autour du secteur de Whitecliffs, des gorges de Rakaia (en), et de la vallée de la rivière Acheron.

## Population
Le recensement de 2001 en Nouvelle-Zélande (en)) donnait pour la ville de Coalgate, une population de 276 habitants

## Activité économique
L’activité des mines de charbon a décliné au XXe siècle et a maintenant cessé, mais depuis les années 1950, le processus de fabrication commerciale de la bentonite (terre à foulon) a pris la place de l’extraction du charbon au niveau du secteur de Coalgate .

## Accès
Le 3 novembre 1875, la branche de Whitecliff (en) du chemin de fer fut ouverte avec une station au niveau de la ville de Coalgate.
Ce n’était  là qu’une ligne privée divergeant du  réseau national du chemin de fer (en) géré par l’état.
Le 31 mars 1962, la ligne de chemin de fer ferma mais certains secteurs du remblai de l’ancienne ligne et la plateforme de la gare de Coalgate sont encore visibles .

## Bâtiments caractéristiques
Parmi les éléments notables de la ville se trouvent la «Taverne de Coalgate » et le « Coalgate Cabins», tous 2 situés sur la route principale en direction de la ville de Hororata.
La ville de Coalgate a aussi un chemin de randonnée passant à travers le vieux « domaine de Coalgate ».
En plus, de ceci, il existe un « green du Bowling » au niveau de la ville de Coalgate.
La ville à aussi accès à la rivière Selwyn et est située tout près de la ville de Glentunnel.